# Калхун (окръг, Джорджия)
Окръг Калхун (на английски: Calhoun County) е окръг в щата Джорджия, Съединени американски щати. Площта му е 736 km², а населението - 6094 души. Административен център е град Морган.